# José Gutiérrez Barajas
José Gutiérrez Barajas (* 1923 in El Salto, Jalisco; † unbekannt), auch bekannt unter dem Spitznamen El Pelón (spanisch für „Die Glatze“), ist ein ehemaliger mexikanischer Fußballspieler, der in der Verteidigung agierte. Bei Einführung des Profifußballs in Mexiko in der Saison 1943/44 stand er beim Club Deportivo Guadalajara unter Vertrag und galt als sicherer Strafstoßschütze. So erzielte er in den drei Spielzeiten 1943/44, 1944/45 und 1945/46 insgesamt zehn Treffer, davon sieben per Elfmeter.
Im Anschluss an seine Zeit beim CD Guadalajara wurde er – gemäß Angabe in der spanischsprachigen Wikipedia war dies 1948 – an den Stadtrivalen Club Deportivo Oro verkauft.
José Gutiérrez Barajas ist auch als José Gutiérrez Sr. bekannt; denn er ist der Vater des gleichnamigen José Gutiérrez, der ebenfalls den Spitznamen „El Pelón“ trug. Sohn José Gutiérrez spielte ebenfalls für den Club Deportivo Guadalajara, mit dem er in der Saison 1986/87 die mexikanische Meisterschaft gewann.